# Сотников, Владимир Брониславович
Владимир Брониславович Сотников (род. 1952) — сотрудник советских и российских органов государственной безопасности, генерал-майор.

## Биография
Владимир Брониславович Сотников родился 22 июня 1952 года в городе Александрии Кировоградской области Украинской ССР. После окончания средней школы в 1969 году поступил на учёбу в Высшее военно-морское училище имени М. В. Фрунзе. Окончив его в 1974 году, получил специальность инженера-гидрографа-геофизика, после чего на протяжении многих лет служил на Тихоокеанском флоте.
Начинал свою службу Сотников в 1-й Тихоокеанской океанографической экспедиции. С 1977 года — в подразделениях военно-морской контрразведки КГБ при Совете Министров СССР. В том же году окончил Высшие курсы военной контрразведки. Был оперуполномоченным Особого отдела КГБ по 8-й отдельной оперативной эскадре Тихоокеанского флота, в 1986 году возглавил Особый отдел КГБ по 33-й бригаде кораблей охраны водного района на Сахалине. В 1991 году стал заместителем начальника Особого отдела КГБ по Тихоокеанскому флоту.
После распада СССР продолжил службу в системе Министерства безопасности — Федеральной службы безопасности Российской Федерации. Был заместителем начальника отдела военной контрразведки по Тиоокеанскому флоту, затем сотрудником центрального аппарата ФСБ России. В 1999 году направлен в Калининград, где возглавил Управление ФСБ России по Балтийскому флоту и войскам в Калининградской области. В 2002—2006 годах занимал пост начальника Управления Федеральной службы безопасности Российской Федерации по Калининградской области. В июне 2006 года возглавил Оперативное управление Пограничной службы ФСБ. В 2010 году в звании вице-адмирала вышел в отставку.
Почётный сотрудник контрразведки. Награждён орденами «За заслуги перед Отечеством» IV степени с мечами и Почета, рядом медалей.